# Austrogramme francii
Austrogramme francii är en kantbräkenväxtart som först beskrevs av Eduard Rosenstock, och fick sitt nu gällande namn av Elbert Hennipman. Austrogramme francii ingår i släktet Austrogramme och familjen Pteridaceae. Inga underarter finns listade.